# داون‌تاون هونولولو
داون‌تاون هونولولو (به انگلیسی: Downtown Honolulu) یک منطقهٔ مسکونی در ایالات متحده آمریکا است که در هونولولو واقع شده‌است.